# 亞當等大人2
《亞當等大人2》（Grown Ups 2）是一部2013年美國喜劇電影，由丹尼斯·杜根執導，亞當·山德勒等人主演。此片是2010年上映的《亞當等大人》的續集。